# Babah Ie
Babah Ie is een bestuurslaag in het regentschap Aceh Jaya van de provincie Atjeh, Indonesië. Babah Ie telt 235 inwoners (volkstelling 2010).